# Elyse Knox

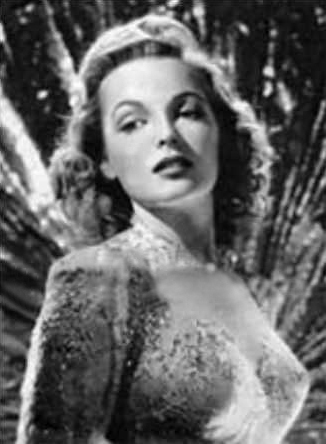
Elyse Knox (1943)

Elyse Knox, eigentlich Elsie Lillian Kornbrath, (* 14. Dezember 1917 in Hartford, Connecticut; † 15. Februar 2012 in Los Angeles, Kalifornien) war eine US-amerikanische Schauspielerin.

## Leben
Die Tochter österreichischer Auswanderer studierte an der School of Fashion in Manhattan und begann eine Karriere als Mode-Designerin. Sie präsentierte dabei, unter anderem in der Vogue, ihre eigenen Entwürfe selbst als Model und erhielt 1937 einen Schauspielvertrag bei 20th Century Fox. Knox spielte hauptsächlich in B-Filmen, bis sie 1942 die Hauptrolle in The Mummy’s Tomb, einem der Mumien-Filme der Universal Studios, bekam. Knox war während des Zweiten Weltkriegs ein bekanntes Pin-up-Girl. Ihre Bilder erschienen auf vielen Zeitschriftencovers. Nach dem Krieg spielte sie in der Monogram-Pictures-Serie von sechs Filmen um Joe Palooka und dessen Verlobte Annie Howe.
Knox verlobte sich mit dem Football-Spieler Tom Harmon. Harmon löste die Verlobung auf, als er 1942 der Armee beitrat. Im selben Jahr heiratete Knox den Modefotografen Paul Hesse, die Ehe hielt jedoch nur kurz. Nach der Scheidung und der Rückkehr von Tom Harmon aus dem Krieg – er überlebte zwei Flugzeugabstürze und war im Dschungel vermisst – heirateten die beiden im Jahr 1944. Elyses Hochzeitskleid war aus Harmons Fallschirmseide gefertigt. Der Ehe entstammten drei Kinder, darunter Mark Harmon, der ebenfalls Schauspieler wurde.

## Filmografie (Auswahl)
- 1940: Lillian Russell
- 1941: Sheriff von Tombstone (Sheriff of Tombstone)
- 1941: Tanks a Million
- 1942: Top Sergeant
- 1942: The Mummy’s Tomb
- 1942: Arabische Nächte (Arabian Nights)
- 1943: Mister Big
- 1943: Abbott und Costello auf Glatteis (Hit the Ice)
- 1946: Skandal im Sportpalast (Joe Palooka, Champ)
- 1947: Black Gold
- 1948: Todeszelle Nr. 5 (I Wouldn’t Be in Your Shoes)